# 6 ЧН 18/22

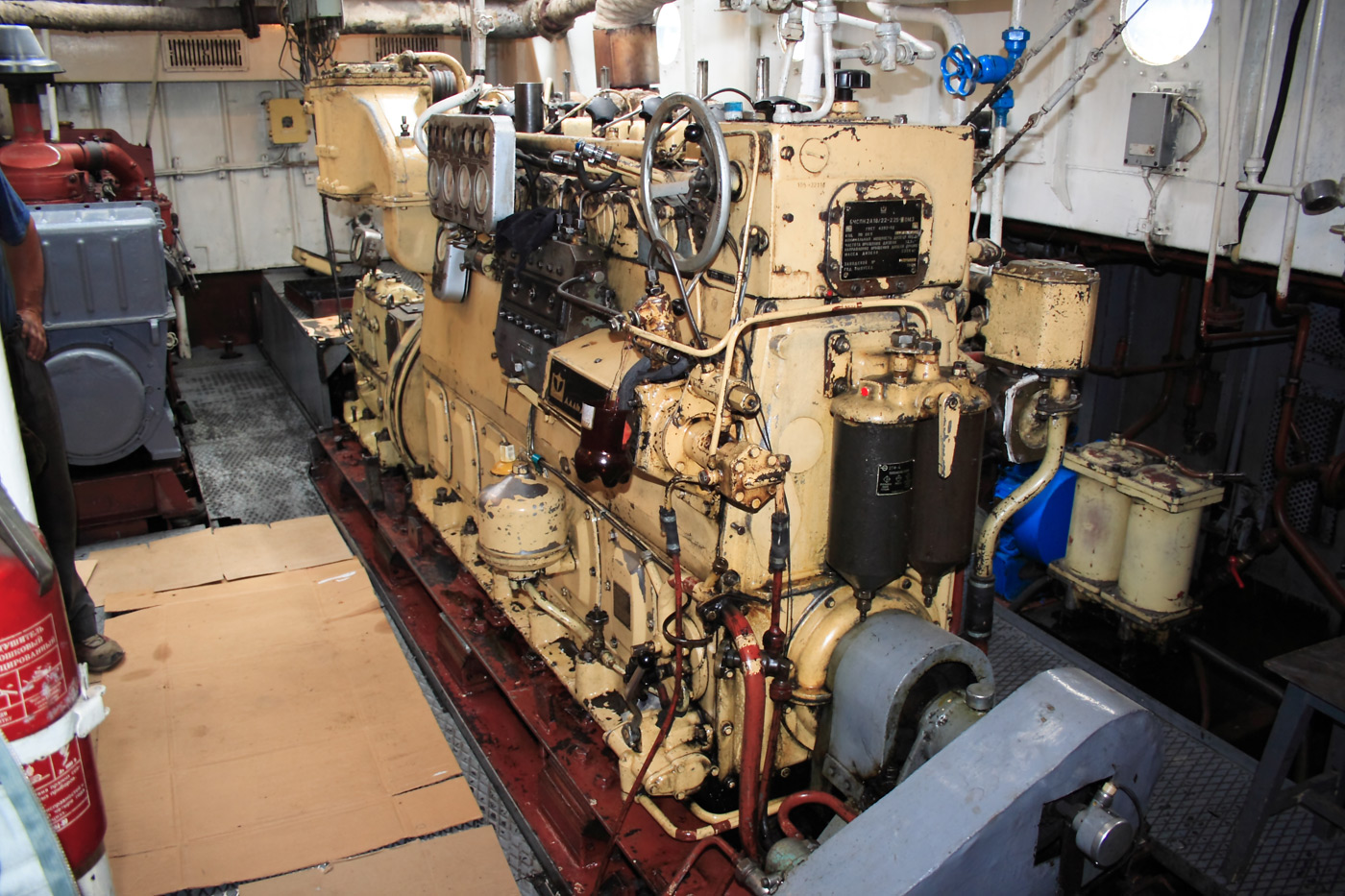
Двигатель 6ЧНСП18/22 (с турбонаддувом) в машинном отделении буксира-толкача РТ-452

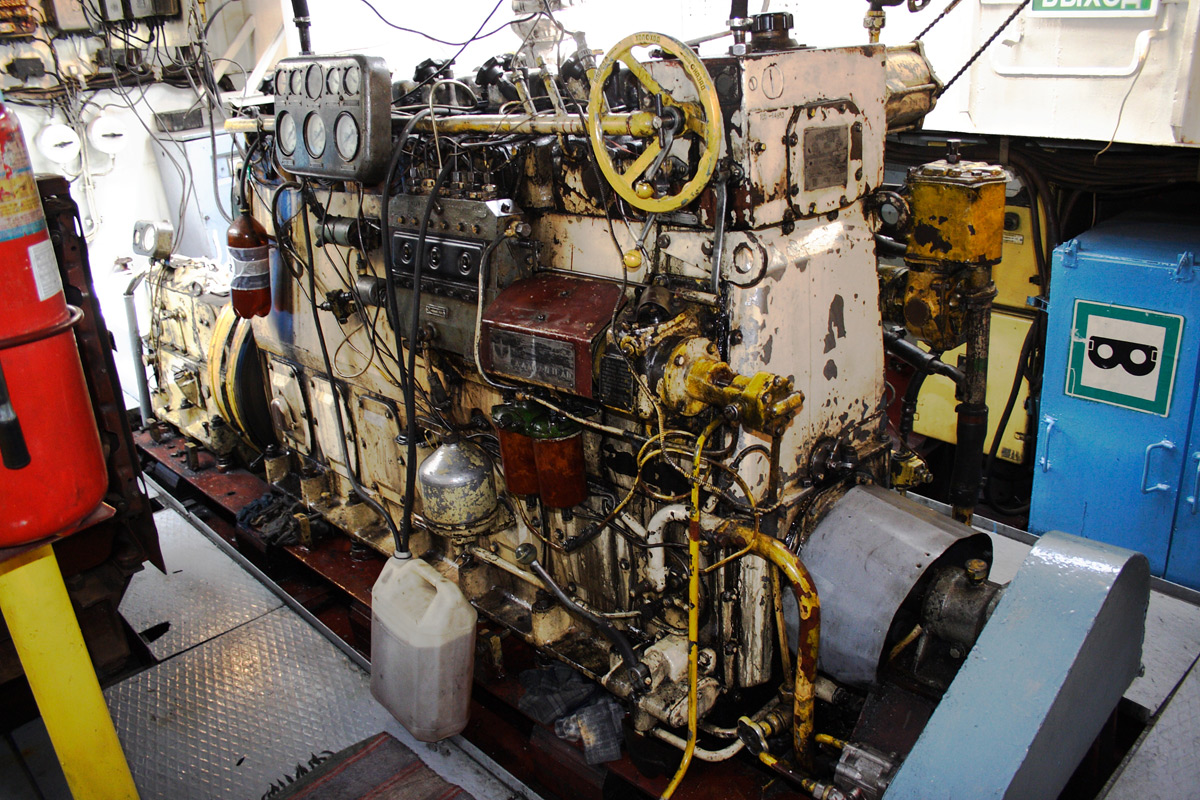
Двигатель 6ЧСП18/22 (без наддува) в машинном отделении буксира-толкача "Прибой" (тип РТ-300)

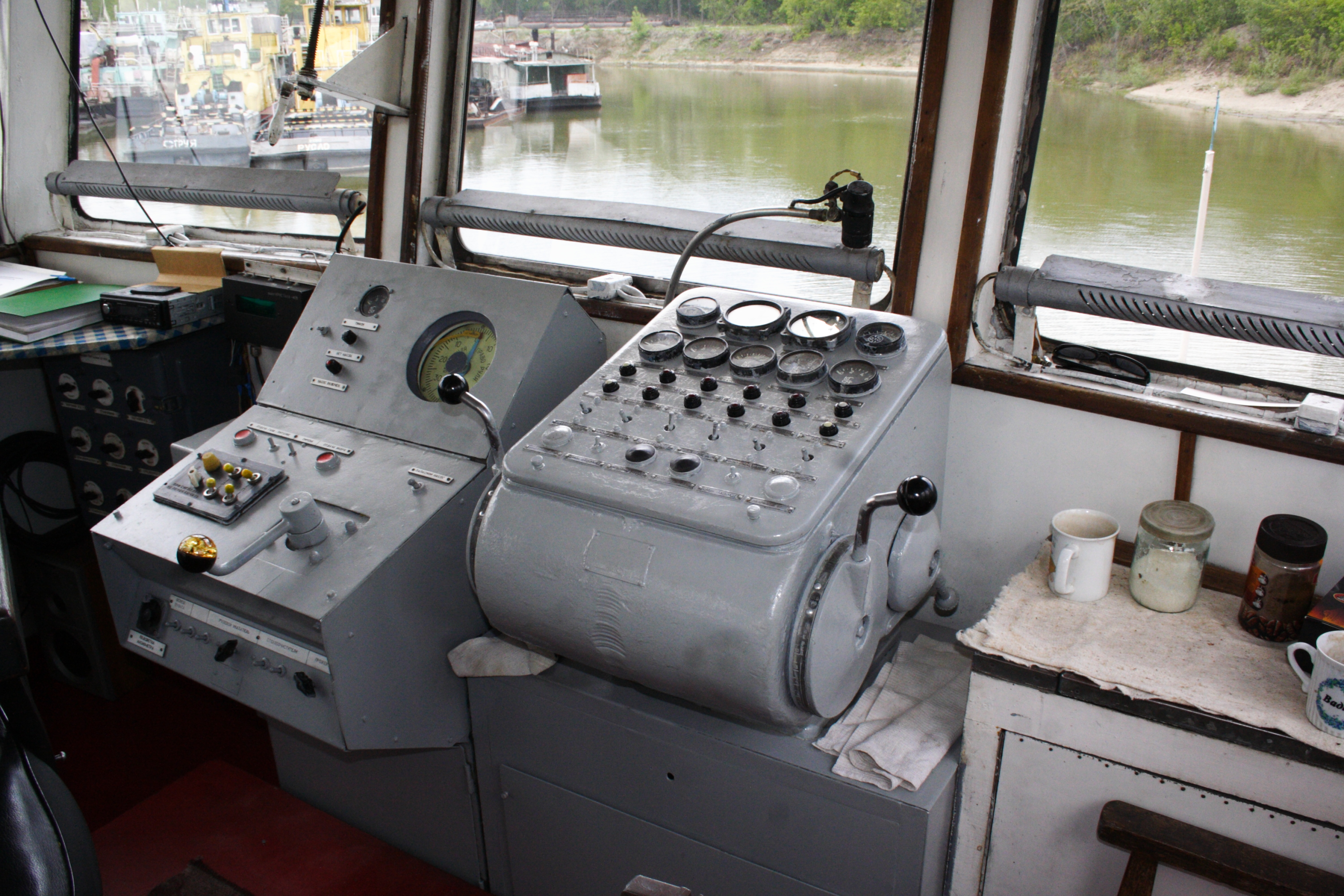
Пульт управления двумя двигателями 6ЧСП18/22 в ходовой рубке буксира-толкача "Прибой"

6 ЧН 18/22 — распространённый тип судовых дизельных двигателей, выпускавшихся с 1950-х годов до 2006 года. Применяются в качестве основного и в виде вспомогательного судового двигателя.

## Конструкция двигателя
Двигатель представляет собой четырехтактный, однорядный вертикальный, нереверсивный дизельный двигатель. Двигатели 6ЧН оборудованы газотурбинным наддувом, модификация 6Ч является атмосферным дизелем. Выпускаются в шестицилиндровом и восьмицилиндровом исполнении. Старт дизеля осуществляется с помощью сжатого воздуха, баллоны со сжатым воздухом для старта находятся отдельно от двигателя. Давление пускового воздуха 1,6-3,0 МПа, наполнение баллонов у судовых дизелей выполняется воздушным компрессором реверс-редуктора, для дизель-генераторов используется автономный компрессор. Охлаждение двигателя выполнено в виде двухконтурной системы, передача мощности на гребной винт осуществляется через реверс-редуктор.
На основе дизеля выполнен ряд модификаций судовых дизель-генераторов.

### Рама и блок цилиндров
Дизель заключён в чугунную фундаментную раму  закрытого типа. К ней с помощью силовых шпилек крепятся блок и крышки цилиндров, это образует жёсткую конструкцию остова дизеля. В раме установлены стальные коренные подшипники, залитые баббитом. Для размещения вкладышей коренных подшипников в раме предусмотрены поперечные перегородки. Фундаментная рама крепится к судовому фундаменту через опорные лапы, расположенные на наружных боковых поверхностях. Нижняя часть рамы несёт функцию резервуара для сбора масла. Со стороны выпускного коллектора на крышках трёх люков рамы расположены предохранительные клапаны с пламяотражателями. На крышке со стороны поста управления находятся центробежные маслоочистители.
Литой чугунный блок цилиндров имеет вставные втулки. Эти втулки цилиндра мокрого типа и изготовлены из чугуна, легированного никелем и хромом. Верхний опорный бурт втулки притирается к кольцевой выточке блока цилиндров. Внизу уплотнение достигается четырьмя резиновыми кольцами из теплостойкой резины, верхнее из которых является антикавитационным.
Конструктивно в блоке симметрично относительно продольной оси выполнены боковые полости. Они предусмотрены для повышения жесткости конструкции, одна из них используется как ресивер наддувочного воздуха. Полость, наполненная сжатым воздухом кроме придания жёсткости конструкции улучшает вибрационные и шумовые показатели дизелей. В нижней боковой части блока цилиндров находится распределительный вал и от него вверх идут направляющие втулки толкателей привода клапанов. В передней части блока цилиндров производится отбор мощности для привода распределительного вала, водяных и топливных насосов. Приводом этих механизмов являются косозубые шестерни, которые применяются для уменьшения шумности. Там же расположен регулятор частоты вращения.
Крышки цилиндров чугунные, литые, индивидуальные на каждый цилиндр. Крышки крепятся к цилиндру шпильками. Уплотнение между крышкой и полостью цилиндра достигается асбестовой прокладкой, окантованной листом жаропрочной стали. В крышке расположены впускной, выпускной, пусковой клапан и индикаторный кран. Впускной и выпускной клапаны взаимозаменяемы, выполнены из жаропрочной стали 50Х20Г9АН4 (ГОСТ 5632-72). Они перемещаются в направляющих втулках, запрессованных в крышку цилиндра. Клапаны притираются к сёдлам, которые выполнены из жаропрочной стали 40Х10С2М (ГОСТ 5949-75**).. В выпускном канале находится отверстие для измерения температуры выпускных газов.

### Кривошипный механизм
Коленчатый вал — цельнокованый из углеродистой стали изготовленный методом последовательной гибки с высадкой. Эта технология повышает прочность вала и уменьшает расход металла. Шейки коленвала формируются резанием, после этого производится обработка ТВЧ придающая материалу поверхностную прочность. На носовом конце коленчатого вала крепится шестерня для привода вспомогательных механизмов и ведущая часть муфты отбора мощности, а на кормовом конце — маховик с гнездами для пальцевой полуэластичной муфты.
Шестицилиндровые дизели имеют семь коренных подшипников, шесть из них являются одинаковыми, их вкладыши взаимозаменяемы. Седьмой подшипник увеличенного размера из-за дополнительной нагрузки от массы маховика. Вкладыши коренных подшипников выполнены из биметаллической полосы, их можно заменить без подъёма коленчатого вала. Смазочное масло под давлением подводится к рамовым подшипникам по внешней магистрали, от неё к каждому коренному подшипнику ведёт индивидуальный трубопровод, расположенный в верхней части подшипника. Оттуда по каналам в колене вала масло поступает в кривошипный подшипник.
Шатун — штампованный, его стержень двутаврового сечения имеет канал для подвода смазки к головному подшипнику.
Нижняя головка шатуна у форсированных двигателей решена с косым зубчатым разъёмом.
В нижних головках шатуна находятся взаимозаменяемые вкладыши, которые выполнены так же, как и вкладыши коренных подшипников. На верхней головке шатуна с помощью пальца крепится поршень. Палец плавающего типа, стальной, цементированный и закаленный ТВЧ. Для удержания пальца от осевых перемещений предусмотрены стопорные кольца.
Поршень — чугунный, литой; в зоне отверстий для пальца на поверхности поршня существуют углубления—холодильники, которые устраняют возможность заклинивания поршня во втулке цилиндра во время работы дизеля. Основная масса двигателей имеет шатуны без охлаждения, но часть сильно форсированных дизелей выполнена с масляным охлаждением поршней. В донышке поршня расположена камера сгорания. До 1982 года на двигателях применяли поршни с полуразделенной камерой сгорания ЦНИДИ, с 1982 года на двигатели ставят поршни с открытой камерой сгорания. Первоначально на поршень ставили четыре уплотнительных и два маслосъемных кольца, верхнее уплотнительное кольцо было хромированным. Позже стали использоваться три компрессионных кольца и одно маслосъёмное кольцо коробчатого типа с пружинным расширителем. Все эти кольца были хромированные.
Главные судовые двигатели имеют дополнительный отбор мощности на привод судовых механизмов через муфту на передней части коленчатого вала. Для возможности применения дистанционного включения применена конструкция муфты с гидравлическим управлением. На задней части двигателя находится соединение дизеля с реверс-редуктором или электрическим генератором. В нём используется высокоэластичная муфта с резинокордной оболочкой или упругая втулочно-пальцевая муфта. 
Основная нагрузка на главный судовой двигатель это имеют механическая, зубчатая, несоосная реверс-редукторная передача с фрикционными муфтами и редукторами переднего и заднего ходов.

### Топливо и рабочие жидкости
Топливная система дизеля включает топливоподкачивающий насос, сдвоенный фильтр тонкой очистки топлива. Кроме этого в системе есть золотниковый насос высокого давления, блочной конструкции. Он установлен на боковой стенке блока цилиндров и приводится в действие от валика привода через пластинчатую муфту. Топливо подаётся в цилиндры Форсунками закрытого типа, оборудованные системой гидрозапора.
Система наддува импульсная, построена на турбокомпрессоре ТКР-14Н-9, установленном со стороны маховика. Имеется трубчатый охладитель наддувочного воздуха, боковая полость блока цилиндров используется как ресивер наддувочного воздуха. На восьмицилиндровых дизелях установлен преобразователь импульсов турбонаддува. Привод системы распределения включает в себя распределительный вал, толкатели и клапаны. Распределительный вал стальной, сборный; он состоит из двух частей, при этом кулачки изготовлены зацело с валом.
Масляная система выполнена с поддоном картера, который находится в нижней части рамы. Вдоль этой же рамы установлена стальная труба, по которой масло под давлением подводится к коренным подшипникам. Система включает в себя: шестерённый насос, фильтр грубой очистки масла, центробежный фильтр тонкой очистки на торце двигателя, на котором находится пост управления. Кроме этого в масляной системе находятся охладитель масла и поршневой насос ручной (предпусковой) подкачки масла. Вентиляция картера независимая. Трубопровод, присоединённый к смотровому люку, выведен за пределы машинного отделения.
Система охлаждения — замкнутая двухконтурная, имеет терморегулятор для автоматического регулирования температуры воды. Имеются насосы внешнего и внутреннего контуров охлаждения, водоводяной и водомасляный охладитель, размещённые в общем корпусе. Турбокомпрессор, втулки и крышки цилиндров охлаждаются пресной водой, а вода внутреннего контура, масло и наддувочный воздух охлаждаются забортной водой. Температура воды внутреннего контура и масла поддерживается в определённых пределах с помощью терморегуляторов.

## Управление двигателем
Дизель имеет систему дистанционного автоматизированного управления (ДАУ) и систему защиты и аварийно-предупредительной сигнализации.
Функциональность системы управления зависит от назначения двигателя, на местном посту управления дизелем устанавливается всережимный или однорежимный регулятор скорости. Все выпускаемые дизельные агрегаты оснащены системами автоматизации по ГОСТ 14228-80 и ГОСТ 1003 2-80. В зависимости от модификации дизели обеспечивают ресурс необслуживаемой работы от 24 до 240 часов.
Главные судовые дизели комплектуются центробежным всережимным регулятором скорости прямого действия. Частота вращения дизеля изменяется от минимально устойчивых до оборотов, соответствующих 110 % нагрузки. Главные судовые дизели оборудуются системой автоматизации второй или третьей степени. Она включает в себя системы дистанционного автоматизированного управления:
- частотой вращения, реверсом, пуском и остановом двигателя;
- автоматическим пополнением воздушных баллонов, обеспечивающих пуск двигателя; * кроме этого система несёт в себе функции дистанционного контроля, аварийно-предупредительную сигнализацию и систему защиты дизеля по основным рабочим параметрам.
- Для агрегатов с третьей степенью автоматизации система дополнена функцией автонаполнение картера дизеля маслом.

ние
Система дистанционного автоматизированного управления частотой вращения и реверсом (ДАУ) расположена на мостике и связана с двигателем посредством тросикового привода. Она обеспечивает бесступенчатое управление частотой вращения от минимально устойчивой до 103 процентов от номинала, её статическая погрешность не превышает 3%. Кроме этого система позволяет управлять реверс-редукторной передачей, время реверса от начала операций по реверсированию до вращения ведомого вала в обратном направлении не более 15 секунд.
Систему ДАУ можно отключить, тогда управление двигателем производится с поста управления, штурвал которого расположен на раме двигателя.
Этот пост управляет частотой вращения и реверсом гидроприводом, который является однополостным усилителем со следящим золотником, поворот этого золотника изменяет режим работы двигательной установки.
Кроме управления работой дизеля, эта система позволяет выполнить предпусковую прокачку масла и пуск дизеля а также его остановку; что может быть выполнено как из машинного отделения, так и с мостика. Ещё одной функцией системы является автоматическое пополнение воздушных пусковых баллонов: давление воздуха поддерживается в определённых пределах воздушным компрессором, который подключён к приводу. Важной функцией аварийно-предупредительной сигнализации и защиты является контроль и защита дизельного агрегата и редуктора при падении давления масла, перегреве воды и чрезмерном повышении частоты вращения коленчатого вала. Защита дизельной установки отключает доступ воздуха механическим предельным выключателем. Дистанционный контроль за работой главных судовых дизелей осуществляется всем параметрам.
Дизель-генераторы первоначально комплектовались однорежимным точным регулятором скорости прямого действия типа РП-50. Позже на них стал устанавливаться унифицированный однорежимный регулятор непрямого действия.  Дизель-генераторы оборудованы системой автоматизации первой, второй или третьей степени.
В последней период выпуска и при ремонтах в процессе эксплуатации системы автоматизации главных двигателей произведённых заводом «Дальдизель» в значительной степени были унифицированы с системами автоматизации дизель-генераторов и вспомогательных двигателей.

## Характеристики двигателя
Основные параметры дизелей ЧСП18/22 ЧНСП18/22.
| Показатели                                         | 6ЧСП 18/22                                              | 6ЧНСП 18/22                                             | 8ЧНСП 18/22-1                                           |
| -------------------------------------------------- | ------------------------------------------------------- | ------------------------------------------------------- | ------------------------------------------------------- |
| Номинальная мощность, кВт (л. с.)                  | 110 (150)                                               | 165 (225)                                               | 232 (315)                                               |
| Номинальная частота вращения                       | 750 об/мин                                              | 750 об/мин                                              | 750 об/мин                                              |
| Диаметр цилиндра                                   | 180 мм                                                  | 180 мм                                                  | 180 мм                                                  |
| Ход поршня                                         | 220 мм                                                  | 220 мм                                                  | 220 мм                                                  |
| Число цилиндров                                    | 6                                                       | 6                                                       | 8                                                       |
| Среднее эффективное давление                       | 5,4 Н/м²*10                                             | 8,1 Н/м²*10                                             | 8,5 Н/м²*10                                             |
| Топливо и масло                                    |                                                         |                                                         |                                                         |
| Удельный расход топлива, г/(кВт-ч) (г/(э. л. с.ч]) | 224 (165)                                               | 219 (161)                                               | 218 (160)                                               |
| Удельный расход масла, г/(кВт-ч) (г/(э. л. с.ч])   | 5,45 (4)                                                | 5,45 (4)                                                | 3,4 (2,5)                                               |
| Сорт применяемого топлива                          | Дизельное (ГОСТ 4749—49, ГОСТ 10489—62 или ГОСТ 305—73) | Дизельное (ГОСТ 4749—49, ГОСТ 10489—62 или ГОСТ 305—73) | Дизельное (ГОСТ 4749—49, ГОСТ 10489—62 или ГОСТ 305—73) |
| Сорт применяемого масла                            | М-12В (МРТУ 12Н № 3—62) или ДП-11 (ГОСТ 5304—54)        | М-12В (МРТУ 12Н № 3—62) или ДП-11 (ГОСТ 5304—54)        | М-12В (МРТУ 12Н № 3—62) или ДП-11 (ГОСТ 5304—54)        |
| Реверсредукторная передача                         |                                                         |                                                         |                                                         |
| Тип реверсредукторной передачи                     | 25РРП-230                                               | 25РРП-230                                               | 25РРП-300                                               |
| Передаточное отношение на переднем ходу            | 1:1; 1:1,67; 1:2,14                                     | 1:1; 1:1,67; 1:2,14                                     | 1:1,72; 1:2,2; 1:2,46                                   |
| Передаточное отношение на переднем ходу            | 1:1; 1:1,67; 1:2,14                                     | 1:1; 1:1,67; 1:2,14                                     | 1:1,72; 1:2,2; 1:2,46                                   |
| Передаточное отношение на заднем ходу              | 1:2                                                     | 1:2                                                     | 1:2                                                     |
| Ресурс                                             |                                                         |                                                         |                                                         |
| Ресурс до первой переборки, ч                      | 4000                                                    | 3000                                                    | 4000                                                    |
| Полный ресурс, ч                                   | 30 000                                                  | 30 000                                                  | 32 000                                                  |
| Габаритные размеры и вес                           |                                                         |                                                         |                                                         |
| Масса двигателя, кг                                | 4327                                                    | 3300                                                    | 5780                                                    |
| Длина, мм                                          | 3213                                                    | 3285                                                    | 4043                                                    |
| Ширина, мм                                         | 1000                                                    | 1000                                                    | 1106                                                    |
| Высота, мм                                         | 1525                                                    | 1520                                                    | 1853                                                    |